# Sedlo (Číměř)
Sedlo (německy Heumoth) je vesnice, část obce Číměř v okrese Jindřichův Hradec v Jihočeském kraji. Nachází se asi 4,5 kilometru jihozápadně od Číměře na pomezí České Kanady a Třeboňské pánve. Sedlo leží v katastrálním území Sedlo u Číměře o rozloze 10,93 km².

## Historie
První písemná zmínka o vesnici pochází z roku 1652, kdy Sedlo patřilo k jindřichohradeckému panství a bylo spravováno číměřskou rychtou. Roku 1654 bylo ve vesnici celkem 33 usedlostí osazených (z toho 17 selských) a jedna pustá. V letech 1938 až 1945 bylo Sedlo v důsledku uzavření Mnichovské dohody přičleněno (pod názvem Heumoth) k nacistickému Německu.
Sedlo je vrcholně středověkého původu. Vesnice byla nejspíše vystavěna při velké kolonizaci hvozdů při česko-rakouské hranici ve druhé polovině 13. století nebo počátkem 14. století. Středověký původ vesnice vyplývá především z její půdorysné struktury. Zástavba velkých usedlostí je soustředěna do dvou pravidelně parcelovaných řad. Víska má obdélníkovou náves o šířce cca 100 až 120 metrů, obě kratší strany (severní a jižní) zůstaly nezastavěny. Dominantou návsi je kaple svaté Anny z let 1894–1895. Sedlo je pro své urbanistické a architektonické kvality navrženo k prohlášení za vesnickou památkovou zónu.

## Vodstvo
Nacházejí se zde Obecní rybník a dva menší rybníčky na návsi, Kapličák a menší nádržka, původně hasičská. Svojí velikostí a využitím je dominantní rybník Sedelský, který leží za vsí směrem na Bílou. Sedelský rybník napájejí potoky Bílý a Novoveský. Rybník je využíván k chovu ryb, chovu divokých kachen a zejména slouží pro místní obyvatelstvo jako rekreační. Kolem Sedla a částečně i samotným Sedlem protéká Bílý potok, který se na jižním okraji vesnice vlévá do Koštěnického potoka, jehož niva je podél jihovýchodní hranice katastrálního území chráněna jako přírodní památka Koštěnický potok.

## Obyvatelstvo
| Rok            | 1869 | 1880 | 1890 | 1900 | 1910 | 1921 | 1930 | 1950 | 1961 | 1970 | 1980 | 1991 | 2001 | 2011 | 2021 |
| -------------- | ---- | ---- | ---- | ---- | ---- | ---- | ---- | ---- | ---- | ---- | ---- | ---- | ---- | ---- | ---- |
| Počet obyvatel | 419  | 440  | 444  | 399  | 395  | 388  | 358  | 193  | 131  | 145  | 145  | 93   | 81   | 93   | 106  |
| Počet domů     | 67   | 75   | 73   | 73   | 75   | 73   | 71   | 65   | 41   | 41   | 38   | 47   | 47   | 56   | 62   |

## Obecní správa
Při sčítání lidu v letech 1850–1979 Sedlo bylo samostatnou obcí v okrese Jindřichův Hradec. Od 1. července 1979 je částí obce Číměř v okrese Jindřichův Hradec. V letech 1961–1979 k obci patřily Bílá a Lhota a od 26. listopadu 1971 do 30. června 1979 také Nová Ves.

## Společnost
Sedlo si oblíbil cestovatel a publicista Jiří Hanzelka, který zde řadu let bydlel. Ke společenským událostem patří recesistický prvomájový průvod s veselicí nebo Fichtl Trophy – závod motocyklů do 50 cm³.